# Fluminense FC
Fluminense Football Club (phát âm tiếng Bồ Đào Nha: [flumiˈnẽsi ˈfutʃibow klɐb]) được gọi đơn giản là Fluminense hoặc Tricolor là câu lạc bộ thể thao Brazil, nổi tiếng nhất với đội bóng của họ đang thi đấu chuyên nghiệp ở giải Campeonato Brasileiro Série A, hạng cao nhất của hệ thống giải bóng đá Brazil và Campeonato Carioca, giải bóng đá của Rio de Janeiro. Câu lạc bộ có trụ sở tại khu phố trung lưu Laranjeiras của Rio de Janeiro. Fluminense thi đấu trên sân nhà tại Maracanã có sức chứa tới 78.838 khán giả.
Câu lạc bộ được thành lập vào ngày 21 tháng 7 năm 1902 bởi con trai của giới quý tộc Carioca, được dẫn dắt bởi Oscar Cox, một vận động viên thể thao Brazil, trong bairro của Flamengo, một sự tương phản trực tiếp giữa những người sáng lập quý tộc và nền tảng thành lập khiêm tốn của câu lạc bộ. Cox đã được bầu làm chủ tịch đầu tiên của câu lạc bộ. Fluminense đã vô địch quốc gia 31 lần, chỉ sau Flamengo với 34 lần. Lần gần đây nhất họ vô địch Campeonato Brasileiro Série A là vào năm 2012, giành Cúp bóng đá Brasil năm 2007, và Campeonato Brasileiro Série C vào năm 1999. Copa Rio 1952 (hay Copa Rio Internacional), á quân Copa Libertadores 2008, á quân Copa Sudamericana 2009 là những danh hiệu đáng chú ý của câu lạc bộ.
Fluminense là một tên gọi dân cư cho những người cư trú tại bang Rio de Janeiro. Mặc dù bóng đá là nỗ lực ban đầu của câu lạc bộ, nhưng câu lạc bộ ngày nay là một tổ chức của một số đội tuyển của hơn 16 hoạt động thể thao khác nhau. Trang phục truyền thống của Fluminense là áo sọc dọc màu đỏ sẫm và xanh lá cây, quần đùi trắng, tất trắng. Sự kết hợp này đã được sử dụng từ năm 1920 và trang phục hiện tại được sản xuất bởi hãng Under Armour.
Fluminense được coi đối thủ lâu đời của một số câu lạc bộ, đáng chú ý nhất là với Flamengo (trận đấu giữa hai đội được gọi là Fla-Flu) cũng như Botafogo và Vasco da Gama. Câu lạc bộ đứng thứ năm về số lượng cầu thủ đóng góp cho đội bóng đá quốc gia Brazil.